# 東京タワー (フラワーカンパニーズ)
『東京タワー』（とうきょうタワー）は、日本のロックバンド、フラワーカンパニーズの9枚目のスタジオ・アルバム。2003年11月12日、トラッシュレコーズよりリリース。

## 概要
- 前作よりわずか7ヶ月ぶりのリリース。
- 曲数は少なめだが、オリジナルアルバム扱いである。

## 収録曲
全作詞・特記以外作曲：鈴木圭介　全編曲：フラワーカンパニーズ
1. ダイナマイト・ブルース (1:49)
作曲：グレートマエカワ
2. 捨鉢野郎のお通りだ (2:36)
3. 裸足のパレード (2:37)
作曲：グレートマエカワ
4. 夏に生きる (3:58)
5. 東京タワー (5:20)
作曲：フラワーカンパニーズ
6. 口笛放浪記 (4:37)
7. 星の祭り (3:23)
作曲：フラワーカンパニーズ
8. インドア・ライダー (3:14)
作曲：フラワーカンパニーズ